# Coppa delle Nazioni 1949
La Coppa delle Nazioni 1949 è stata la 23ª edizione dell'omonima competizione di hockey su pista. Il torneo, organizzato dal Montreux Hockey Club, ha avuto inizio il 14 aprile e si è concluso il 17 aprile 1949.
Il trofeo è stato conquistato dal Portogallo per la 2ª volta nella sua storia.

## Squadre partecipanti
Nazionali
- Portogallo

Club
- ASPTT Bordeaux
- Espanyol
- Klopstokia
- Montreux
- Triestina

## Risultati
| Montreux 14 aprile 1949 | Montreux | 7 – 1 | Triestina |  |

| Montreux 14 aprile 1949 | Klopstokia | 4 – 4 | Portogallo |  |

| Montreux 15 aprile 1949 | Montreux | 5 – 5 | Klopstokia |  |

| Montreux 15 aprile 1949 | Triestina | 3 – 7 | Portogallo |  |

| Montreux 15 aprile 1949 | Espanyol | 3 – 2 | ASPTT Bordeaux |  |

| Montreux 15 aprile 1949 | ASPTT Bordeaux | 3 – 9 | Portogallo |  |

| Montreux 16 aprile 1949 | Espanyol | 1 – 10 | Portogallo |  |

| Montreux 16 aprile 1949 | Montreux | 4 – 10 | Espanyol |  |

| Montreux 16 aprile 1949 | Triestina | 5 – 3 | Klopstokia |  |

| Montreux 16 aprile 1949 | Klopstokia | 4 – 3 | ASPTT Bordeaux |  |

| Montreux 17 aprile 1949 | Montreux | 2 – 4 | Portogallo |  |

| Montreux 17 aprile 1949 | Montreux | 4 – 2 | ASPTT Bordeaux |  |

| Montreux 17 aprile 1949 | Triestina | 3 – 6 | Espanyol |  |

| Montreux 17 aprile 1949 | Triestina | 4 – 2 | ASPTT Bordeaux |  |

| Montreux 17 aprile 1949 | Espanyol | 4 – 2 | Klopstokia |  |

### Classifica finale
| Pos. | Squadra        | Pt | G | V | N | P | GF | GS | DR  |
| ---- | -------------- | -- | - | - | - | - | -- | -- | --- |
| 1.   | Portogallo     | 14 | 5 | 4 | 1 | 0 | 34 | 13 | +21 |
| 2.   | Espanyol       | 13 | 5 | 4 | 0 | 1 | 24 | 21 | +3  |
| 3.   | Montreux       | 11 | 5 | 3 | 0 | 2 | 20 | 17 | +3  |
| 4.   | Triestina      | 9  | 5 | 2 | 0 | 3 | 16 | 25 | -9  |
| 5.   | Klopstokia     | 8  | 5 | 1 | 1 | 3 | 13 | 19 | -6  |
| 6.   | ASPTT Bordeaux | 5  | 5 | 0 | 0 | 5 | 12 | 24 | -12 |

## Campioni
| Vincitore Coppa delle Nazioni 1949 |
| ---------------------------------- |
| Portogallo 2º titolo               |